# Jože Benko
Jože Benko, slovenski nogometaš, * 23. marec 1980, Murska Sobota.

## Dosežki
- Prvak 1. SNL  2007/08